# Upton, Wyoming
Upton är en småstad i Weston County i östra delen av delstaten Wyoming i USA, med 1 100 invånare vid 2010 års folkräkning.

## Media
I Upton publiceras lokaltidningen The Weston County Gazette sedan nästan ett sekel.

## Turism och sevärdheter
Orten ligger i naturskyddsområdet Thunder Basin National Grassland. I Upton ligger The Red Onion Museum med verk av den lokale konstnären Dave Paulley. I Old Town har historiska byggnader från pionjärtiden samlats och rekonstruerats.

## Kommunikationer
Staden ligger vid BNSF:s järnvägslinje och U.S. Route 16.